# Dẻ khuynh diệp
Dẻ khuynh diệp (Lithocarpus eucalyptifolius) là một loài thực vật có hoa trong họ Dẻ, tức họ Cử. Loài này được (Hickel & A.Camus) A.Camus mô tả khoa học đầu tiên năm 1931.